# Never Wanted to Be That Girl
«Never Wanted to Be That Girl» — песня американских кантри-певиц Карли Пирс и Эшли Макбрайд, вышедшая 15 сентября 2021 в качестве 2-го сингла с третьего студийного альбома Пирс 29: Written in Stone (2021). В мае 2022 года сингл возглавил кантри-чарт Billboard Country Airplay, став для Пирс 3-м чарттоппером в карьере, а для Макбрайд её 1-м.

## История
Пирс добилась коммерческого успеха, попав в чарты с такими кантри-синглами, как «Every Little Thing», «I Hope You're Happy Now» и «Next Girl». После нескольких сложных личных проблем она выпустила свой третий студийный альбом в 2021 году под названием 29: Written in Stone. Материал альбома отражает личные трудности Пирс и включает «Never Wanted to Be That Girl». Пирс и Макбрайд написали трек вместе с Шейном Макэналли. Его также продюсировал вместе с Джошем Осборном и Джимми Роббинсом. Все трое также продюсировали 29: Written in Stone.
Песня рассказывает историю двух женщин, которые понимают, что любят одного и того же мужчину. Пирс играет роль замужней женщины, а Макбрайд играет роль любовницы. Пирс объяснила, что песня не обязательно о её личных проблемах, но вместо этого может быть о ситуации любой женщины. «Я думаю, что это история, которая происходит чаще, чем люди даже хотят признать. Это следует рассматривать как две певицы, которые собираются вместе, чтобы написать правду, которой живёт так много женщин», — сказала она Taste of Country.

## Отзывы
Джон Фриман из Rolling Stone охарактеризовал этот трек как «первоклассной песней об измене», сравнив его с хитом дуэта Линды Дэвис и Рибы Макинтайр «Does He Love You». Фриман также отметил, что в песне, что в песне «нет мелодрамы в стиле „кэмпи“, а есть бодрящий приступ сожаления и ясности». Билли Дьюкс из Taste of Country в своей рецензии назвал мелодию «терзающей балладой». Дьюкс также отметил сравнение с «Does He Love You», но обнаружил, что в этом треке есть зрелость, непохожая на предыдущие релизы Пирс: «Мягкие, сложные эмоции, необходимые для того, чтобы поделиться подобной уязвимостью, — это не то, о чём знают 20-летние. Нужно прожить жизнь и, возможно, даже пройти через публичный развод, как это было у Макинтайр и Пирс до записи».

## Награды и номинации
| Год  | Организация                                           | Награда/работа                     | Результат |
| ---- | ----------------------------------------------------- | ---------------------------------- | --------- |
| 2022 | Academy of Country Music Awards 57-я церемония, 2022  | Music Event of the Year            | Победа    |
| 2022 | Academy of Country Music Awards 57-я церемония, 2022  | Music Video of the Year            | Номинация |
| 2022 | Country Music Association Awards 56-я церемония, 2022 | Song of the Year                   | Номинация |
| 2022 | Country Music Association Awards 56-я церемония, 2022 | Single of the Year                 | Номинация |
| 2022 | Country Music Association Awards 56-я церемония, 2022 | Musical Event of the Year          | Победа    |
| 2022 | Country Music Association Awards 56-я церемония, 2022 | Music Video of the Year            | Номинация |
| 2023 | Grammy Awards                                         | Best Country Duo/Group Performance | Победа    |

## Коммерческий успех
В мае 2022 года сингл на 34-й неделе достиг первого места в радиоэфирном кантри-чарте Billboard Country Airplay, став для Пирс 3-м чарттоппером в карьере, а для Макбрайд её 1-м.
Пирс ранее лидировала с синглами «Every Little Thing» (одна неделя № 1, ноябрь 2017) и «I Hope You’re Happy Now» с Ли Брайсом (одна неделя № 1, июнь 2020).

## Чарты

### Еженедельные чарты
| Чарт (2021—2022)                    | Высшая позиция |
| ----------------------------------- | -------------- |
| Канада (Billboard Canadian Hot 100) | 59             |
| Канада (Billboard Country)          | 1              |
| США (Billboard Hot 100)             | 63             |
| США (Billboard Country Airplay)     | 1              |
| США (Billboard Hot Country Songs)   | 13             |

## Сертификации
| Регион                                                                      | Сертификация | Продажи   |
| --------------------------------------------------------------------------- | ------------ | --------- |
| Канада (Music Canada)                                                       | Платиновый   | 80 000    |
| США (RIAA)                                                                  | Платиновый   | 1 000 000 |
| Данные о продажах + прослушиваниях приведены только на основе сертификации. |              |           |